# Aéroport de Saint-Barthélemy-Rémy de Haenen

i7
i11
i13
Der Aéroport Rémy de Haenen (offiziell Aéroport de Saint-Barthélemy-Rémy de Haenen, früher Gustaf III Airport oder Saint Barthélemy Airport oder St. Jean Airport, IATA-Code: SBH, ICAO-Code: TFFJ) ist der Flughafen der französischen Insel Saint-Barthélemy in der Karibik.
Am 30. Oktober 2015 wurde der Flughafen nach dem französischen Flugpionier und späteren Bürgermeister von Saint-Barthélemy Rémy de Haenen (1916–2008) umbenannt, der 1946 die erste Landung mit einem Flugzeug auf Saint-Barthélemy auf dem Gelände des heutigen Flughafens wagte.
Am 6. September 2017 verursachte Hurrikan Irma große Schäden am Flughafen.

## Lage
Die Landebahn liegt hinter einer Hügelkette und endet am Meer. Aufgrund der topographischen Gegebenheiten sind Starts in Richtung auf die Hügel zu (Piste 28) grundsätzlich nicht erlaubt. Der Flughafen darf nur von Piloten angeflogen werden, die über eine spezielle Erlaubnis verfügen.

## Flugziele und Fluggesellschaften
Der im Jahre 2004 erweiterte Flughafen wird aufgrund der kurzen Landebahn (646 Meter) aus Europa nicht direkt angeflogen. Vom Flughafen Princess Juliana (Sint Maarten) fliegen St Barth Commuter oder Winair nach St. Barthélemy. Dieser Flug mit kleineren Maschinen dauert etwa zehn Minuten. Die viermotorige de Havilland Canada DHC-7 für bis zu 54 Passagiere ist die größte Passagier-Maschine, die auf dem Flughafen landen darf.

## Zwischenfälle

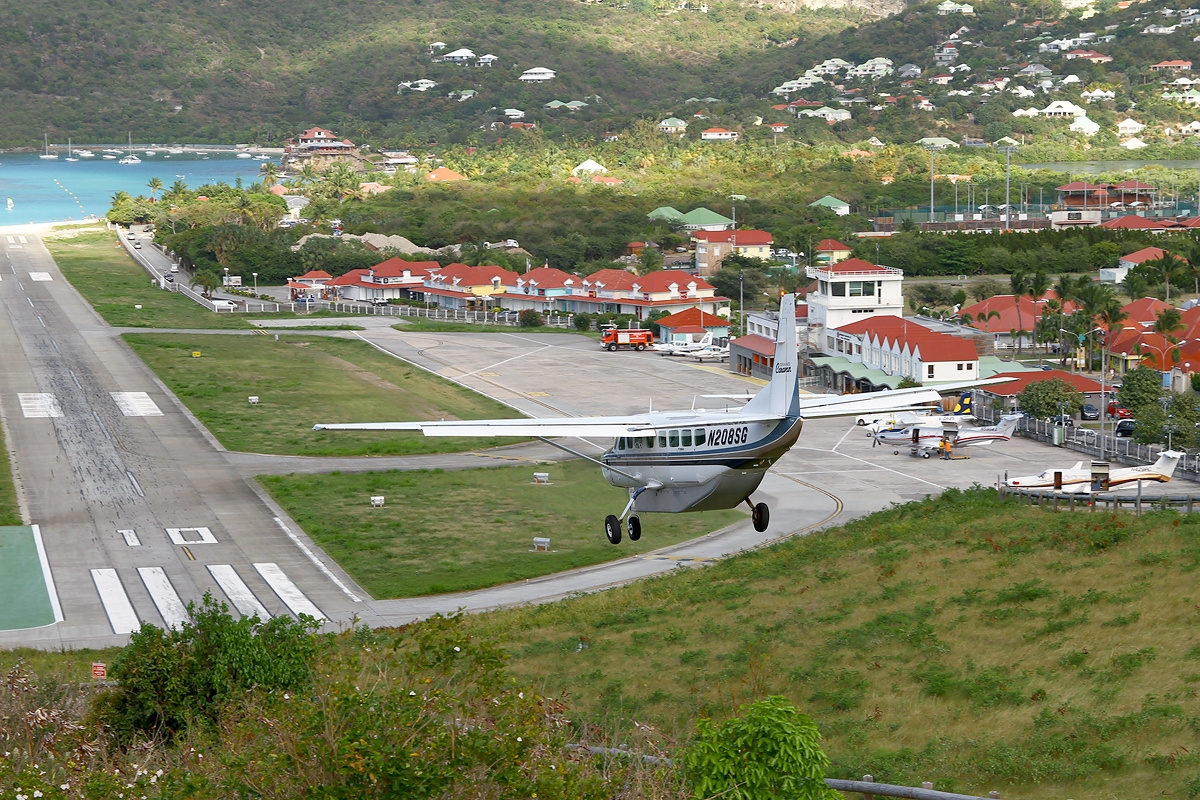
Anflug einer Cessna 208 Caravan auf Saint Barthélemy

- Am 24. März 2001 verlor der Pilot einer de Havilland Canada DHC-6-300 Twin Otter (Luftfahrzeugkennzeichen F-OGES) auf einem Linienflug der Air Caraïbes von Sint Maarten nach Saint-Barthélemy beim Anflug auf die Landebahn 10 die Kontrolle über das Flugzeug. Die Maschine stürzte nahe dem kurz vor der Landeschwelle gelegenen Col de la Tourmente ab und ging sofort in Flammen auf, wodurch auch ein unmittelbar neben der Absturzstelle befindliches Wohnhaus in Brand geriet. Insgesamt 20 Menschen kamen bei dem Unfall ums Leben, alle 19 Insassen des Flugzeugs sowie ein Bewohner des Hauses.[4][5]